# Stocking Pelham
Stocking Pelham est une paroisse civile et un village du Hertfordshire, en Angleterre.